# Gradius Gaiden
Gradius Gaiden (グラディウス外伝 guradiusu gaiden?, lit. "Gradius Legends") es un matamarcianos de la saga Gradius, producido por Konami en 1997. Fue el primero de la saga en incorporar gráficos en 3D. También se introducen las nuevas naves Jade Knight y Falchion β, y la posibilidad de un modo a 2 jugadores simultáneos.

## Jugabilidad
La jugabilidad básica de Gradius Gaiden se mantiene fiel a la saga. Sin embargo, se añaden dos naves, cuya configuración de armamento es nueva. Además, hay diversos cambios en el modo de armas. Muchas armas y configuraciones de Gradius III han desaparecido, aunque a cambio se puede elegir entre 4 naves diferentes, con una configuración de armas única. También se añade una función ya vista en el Gradius de la MSX, y, sobre todo, en Salamander 2; la posibilidad de aumentar la potencia de los misiles y del láser. Otra adición a mencionar es un nuevo escudo, llamado 'Limit', que proporciona invulnerabilidad durante 3 segundos.
El nivel de dificultad puede ajustarse de muy fácil a muy difícil, pasando por un total de 7 modos de dificultad. En los más fáciles, los ataques más complejos de los jefes son eliminados y el número de naves en pantalla se reduce drásticamente.
Por último, se puede elegir el orden de aparición de cada elemento en la barra de armas, colocando, por ejemplo, el escudo al principio y el disparo doble al final. Esta opción tan sólo se ha visto en este juego, y puede llegar a ser muy útil.

### Naves
Vic Viper: Configuración clásica de la saga Gradius. Los misiles de doble nivel son capaces de atravesar diversos objetivos con uno solo, y el láser de doble nivel permite dispararlo de mayor tamaño.
Lord British: Configuración clásica de la saga Salamander, con misiles que caen en ambas direcciones, láser en forma de anillo y demás.
Jade Knight: Todas las armas de esta nave son de color verde, incluyendo sus option. Su misil es la bomba expansiva de Gradius II. También tiene dos tipos de láser: alrededor y pulsación. El láser de alrededor es el arma más reseñable del juego, disparando anillos láser desde la nave. El láser de pulsación son dos cortos láseres paralelos que van en línea recta.
Falchion β: Las armas de esta nave son mezcla de diversas configuraciones de la saga. El Falchion tiene misiles de dos direcciones, que caen al suelo, se rompen en dos y se dirigen a izquierda y derecha. También tiene un disparo doble capaz de disparar en tres direcciones (de 0, 45 o 90 grados), dependiendo de la dirección de los enemigos. El láser está sacado de la saga Parodius, en un disparo usado por Pentarou desde Parodius Da! hasta posteriores títulos de la saga.

### Niveles
- Stage 1: Beyond the White Storm. Un nivel helado, lleno de peligrosos aludes de nieve, rampas de hielo y todo tipo de enemigos. El jefe es Blizzard Crawler, un gusano de nieve que atacará lanzando bolas de nieve e intentará comerte.
- Stage 2: Requiem for Revengers. Este nivel es la tumba de antiguas naves enemigas de la saga, donde podrás encontrar a Big Core, Tetran o Crystal Core, entre otros. El nivel se divide en dos hacia el final, dando a elegir entre dos jefes. El de arriba, Nobil, es un robot arácnido de cuatro patas que usará potentes láseres y sus saltos para intentar derribarte. El de abajo, Grave, es un pequeño robot que recogerá pedazos de naves, atacando con ellos y sus largos brazos.
- Stage 3: Into the Crystal Cage. Una zona llena de cristales que reflejan o redireccionan tu láser, creando efectos de lo más variopintos. Debes destruir aquellos cristales que te corten el paso, y usar estos mismos para atacar a los diversos enemigos que surcarán el área. El jefe es Shining Core, una nueva versión de la típica nave enemiga, que lanzará diversos láseres hacia ti.
- Stage 4: Ruins of Silence. El nivel moai que no puede faltar. En esta ocasión no se presentan tan sólo moais que se giran, sino también algunos peligrosos, como los capaces de lanzar un láser con la mirada. El jefe es Moai Dimension, un par de moais que lanzarán disparos teledirigidos y aros que se empequeñecerán al dispararles.
- Stage 5: Organic Fortress. Base orgánica similar a lo visto en anteriores Gradius y al Salamander. Bolas orgánicas se agarrarán a los muros cerrando el paso. El jefe es Mad Skin, una esfera incrustada en la piel, que lanzará peligrosos ataques que podrán destruirte de un solo golpe.
- Stage 6: Green Inferno. Una zona selvática, llena de plantas y flores. Peligrosas garras intentarán destruirte. El jefe es Stinger Kid una planta que te lanzará semillas. Tras pudrirse, se convertirá en Hunter Fang, una peligrosa planta esquelética que intentará acabar contigo a mordiscos y otros ataques. Tras caer, resucitará como Gigas Rose, una peligrosa flor que lanzará múltiples disparos.
- Stage 7: On the Event Horizon. La clásica zona montañosa de la saga. Sin embargo, esta vez cuenta con la adición de un agujero negro, que engullirá el escenario y aquellas naves que se arriesguen a acercarse. El jefe es Kraken, una nueva versión de la clásica nave, que usará largos brazos y diversos disparos para acabar contigo.
- Stage 8: Formidable Guardians. El nivel de lluvia de jefes. Primero aparecerá Laser Tetran, una nave que disparará cuatro láseres, limitando claramente el espacio de vuelo. Luego saldrá Death Double, una nave que usará a dos Death Mk-II, atacando las tres en conjunto. Posteriormente surgirán los Triple Core, tres esferas que orbitaran colaborando en diversos ataques. Llegará Deltatry, una nave que lanzará una cantidad brutal de disparos, aparte de otros ataques difíciles de esquivar. Surgirá Jagler Core, una nave que lanzará múltiples láseres, sin contar con otros ataques muy peligrosos. El jefe final es Neo-Bigcore, una nave que lanzará disparos con onda expansiva, enormes láser que llenarán buena parte de la pantalla y otros ataques por el estilo. Si estás en la segunda vuelta o posterior, también aparecerá Heaven's Gate, una nave que lanzará una cantidad brutal de láseres contra ti, siendo una hazaña conseguir esquivarlos todos.
- Stage 9: Fate.... Último nivel del juego, de nuevo en una base mecánica, con piezas que se mueven, partes del escenario que te intentan aplastar y todas las clásicas trampas del último nivel de cada juego de la saga. Por el camino te encontrarás con algunos jefes, como Boost Core, una nave que tendrás que perseguir a altas velocidades, mientras esquivas todo tipo de objetos. También te cortará el paso Gunner Wall, clásica puerta acorazada de la saga. Heavy Ducker, una máquina de dos patas con diversas municiones, también intentará destruirte. SOL será lo último que intente destrozarte antes de llegar al jefe final, siendo una rueda mecánica de muchas patas. Por último, tendrás que derrotar a O.V.U.M., jefe final del Salamander, que esta vez será capaz de transformarse en diversos enemigos de dicho juego, hasta que acaba por perecer.

## Ports
Gradius Gaiden no salió de Japón hasta el lanzamiento de Gradius Collection en el año 2006, perdiendo la posibilidad del juego multijugador.
El 16 de octubre de 1997, se publicó en Japón la guía oficial de Konami.